# Транспорт Іспанії
Транспорт Іспанії представлений автомобільним , залізничним , повітряним , водним (морським і річковим)  і трубопровідним , у населених пунктах  та у міжміському сполученні діє громадський транспорт пасажирських перевезень. Площа країни дорівнює 505 370 км² (52-ге місце у світі). Форма території країни — компактна; максимальна дистанція з півночі на південь — 880 км, зі сходу на захід — 1040 км. Географічне положення Іспанії дозволяє країні контролювати морські транспортні шляхи в Атлантиці між Європою, Африкою та Південною Америкою; західну частину акваторії Середземного моря, вихід з нього; транспортні коридори через гірські перевали Піренеїв, сухопутне сполучення з країнами Європи для Португалії.

## Автомобільний
Загальна довжина автошляхів у Іспанії, станом на 2012 рік, дорівнює 683 175 км із твердим покриттям (16 205 км швидкісних автомагістралей) (11-те місце у світі).

## Залізничний
Загальна довжина залізничних колій країни, станом на 2014 рік, становила 16 102 км (17-те місце у світі), з яких 11 873 км широкої 1668-мм колії (6 488 км електрифіковано), 2 312 км стандартної 1435-мм колії (2 312 км електрифіковано), 1 8849 км вузької 1000-мм колії (807 км електрифіковано), 28 км вузької 914-мм колії (28 км електрифіковано), 36 км вузької 600-мм колії.

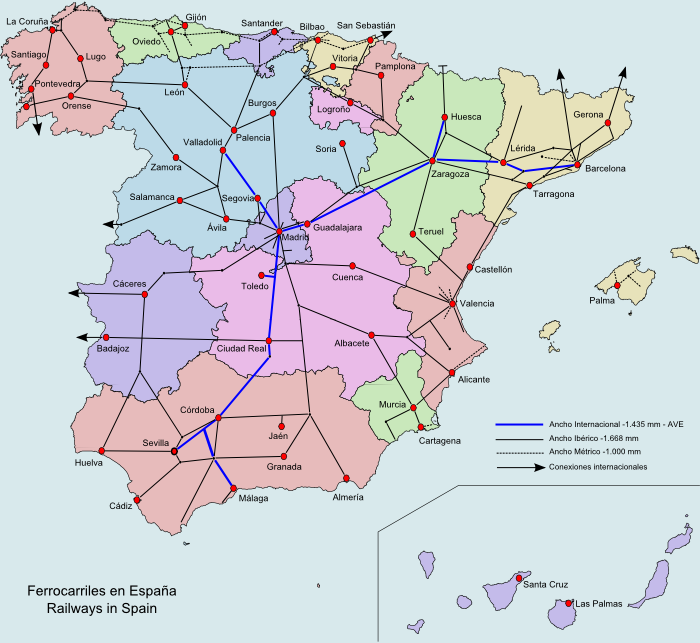
Карта-схема залізниць Іспанії

## Повітряний
У країні, станом на 2013 рік, діє 150 аеропортів (38-ме місце у світі), з них 99 із твердим покриттям злітно-посадкових смуг і 51 із ґрунтовим. Аеропорти країни за довжиною злітно-посадкових смуг розподіляються наступним чином (у дужках окремо кількість без твердого покриття):
- довші за 10 тис. футів (>3047 м) — 18 (0);
- від 10 тис. до 8 тис. футів (3047-2438 м) — 14 (0);
- від 8 тис. до 5 тис. футів (2437—1524 м) — 19 (2);
- від 5 тис. до 3 тис. футів (1523—914 м) — 24 (13);
- коротші за 3 тис. футів (<914 м) — 24 (36)[1].

У країні, станом на 2015 рік, зареєстровано 20 авіапідприємств, які оперують 414 повітряними суднами. За 2015 рік загальний пасажирообіг на внутрішніх і міжнародних рейсах становив 60,8 млн осіб. За 2015 рік повітряним транспортом було перевезено 1,0 млрд тонно-кілометрів вантажів (без врахування багажу пасажирів).
У країні, станом на 2013 рік, споруджено і діє 10 гелікоптерних майданчиків.
Іспанія є членом Міжнародної організації цивільної авіації (ICAO). Згідно зі статтею 20 Чиказької конвенції про міжнародну цивільну авіацію 1944 року, Міжнародна організація цивільної авіації для повітряних суден країни, станом на 2016 рік, закріпила реєстраційний префікс — EC, заснований на радіопозивних, виділених Міжнародним союзом електрозв'язку (ITU). Аеропорти Іспанії мають літерний код ІКАО, що починається з — LE.

## Водний

### Морський
Головні морські порти країни: Алгекірас, Барселона, Більбао, Картахена, Уельва, Таррагона, Валесія, Ла-Пальма і Санта-Крус-де-Тенерифе на Канарських островах. Річний вантажообіг контейнерних терміналів (дані за 2011 рік): Алгекірас — 3,6 млн, Барселона — 2,0 млн, Валенсія — 4,33 млн, Ла-Пальма — 1,3 млн контейнерів (TEU). СПГ-термінали для імпорту скрапленого природного газу
діють у портах: Барселона, Більбао, Картахена, Уельва, Мугардос, Сагунто.
Морський торговий флот країни, станом на 2010 рік, складався з 132 морських суден з тоннажем більшим за 1 тис. реєстрових тонн (GRT) кожне (44-те місце у світі), з яких: балкерів — 7, суховантажів — 19, танкерів для хімічної продукції — 8, контейнеровозів — 5, газовозів — 12, вантажно-пасажирських суден — 43, нафтових танкерів — 18, рефрижераторів — 4, ролкерів — 9, автовозів — 7.
Станом на 2010 рік, кількість морських торгових суден, що ходять під прапором країни, але є власністю інших держав — 27 (Канади — 4, Німеччини — 4, Італії — 1, Мексики — 1, Норвегії — 10, Російської Федерації — 6, Швейцарії — 1); зареєстровані під прапорами інших країн — 103 (Анголи — 1, Аргентини — 3, Багамських Островів — 6, Бразилії — 12, Кабо-Верде — 1, Кіпру — 6, Ірландії — 1, Мальти — 8, Марокко — 9, Панами — 30, Перу — 1, Португалії — 18, Уругваю — 5, Венесуели — 1, невстановленої приналежності — 1).

### Річковий
Загальна довжина судноплавних ділянок річок і водних шляхів, доступних для суден з дедвейтом понад 500 тонн, 2012 року становила 1 000 км (63-тє місце у світі). Головні водні транспортні артерії країни — нижня течія річок Гвадалаквівір на півдні й Ебро на сході.

## Трубопровідний
Загальна довжина газогонів у Іспанії, станом на 2013 рік, становила 10 481 км; нафтогонів — 616 км; продуктогонів — 3 461 км.

## Державне управління
Держава здійснює управління транспортною інфраструктурою країни через міністерство розвитку. Станом на 8 листопада 2016 року міністерство в уряді Маріано Рахоя Брея очолював Іньїго де ла Серна Хернайс.

### Українською
- Атлас. 10-11 клас. Економічна і соціальна географія світу / упорядники :  О. Я. Скуратович, Н. І. Чанцева. — К. : ДНВП «Картографія», 2010. — ISBN 978-966-475-639-3.
- Атлас світу / голов. ред. І. С. Руденко ; зав. ред. В. В. Радченко ; відп. ред. О. В. Вакуленко. — К. : ДНВП «Картографія», 2005. — 336 с. — ISBN 9666315467.
- Безуглий В. В. Економічна і соціальна географія зарубіжних країн : Навчальний посібник. — К. : ВЦ «Академія», 2007. — 704 с. — ISBN 978-966-580-239-6.
- Безуглий В. В., Козинець С. В. Регіональна економічна і соціальна географія світу : Навчальний посібник. — видання 2-ге, доп., перероб. — К. : ВЦ «Академія», 2007. — 688 с. — ISBN 966-580-144-9.
- Дахно І. І. Країни світу: Енциклопедичний довідник / І. І. Дахно, С. М. Тимофієв. — К. : Мапа, 2011. — 606 с. — (Бібліотека нового українця) — ISBN 978-966-8804-23-6.
- Дахно І. І. Економічна географія зарубіжних країн : навчальний посібник. — К. : Центр учбової літератури, 2014. — 319 с. — ISBN 978-611-01-0682-5.
- Дорошенко В. І. Географія транспорту : Навчальний посібник / В. І. Дорошенко, К. Д. Діденко. — К. : Київський нац. ун-т ім. Т. Шевченка, 2010. — 183 с. — ISBN 978-966-439-329-1.
- Дубович І. А. Країнознавчий словник-довідник. — 5-те вид., перероб. і доп. — К. : Знання, 2008. — 839 с. — ISBN 978-966-346-330-8.
- Економічна і соціальна географія країн світу : Навчальний посібник / За ред. С. П. Кузика. — Л. : Світ, 2002. — 672 с. — ISBN 966-603-178-7.
- Зарубіжна транспортна географія : навчальний посібник / уклад. : Петрашевський О. Л. и др. — К. : Національний транспортний університет, 2015. — 95 с. — ISBN 978-966-632-227-5.
- Юрківський В. М. Регіональна економічна і соціальна географія. Зарубіжні країни : Підручник. — К. : Либідь, 2001. — 416 с. — ISBN 966-06-0092-5.

### Англійською
- (англ.) Modern Transport Geography / Hoyle, B. and R. Knowles (eds). — Second Edition,. — London : Wiley, 1998.
- (англ.) Rodrigue, J-P. The Geography of Transport Systems. — Fourth Edition. — N. Y. : Routledge, 2017. — 440 с. — ISBN 978-1138669574.
- (англ.) Taaffe E. J., Gauthier H. L. and O'Kelly M. E. Geography of transportation. — Second Edition. — N. Y. : Prentice Hall, 1996. — ISBN 0-13-368572-1.
- (англ.) Black, W. Transportation: A Geographical Analysis. — N. Y. : Guilford, 2003.

### Російською
- (рос.) Максаковский В. П. Географическая картина мира. Книга I: Общая характеристика мира. — М. : Дрофа, 2008. — 495 с. — ISBN 978-5-358-05275-8.
- (рос.) Максаковский В. П. Географическая картина мира. Книга II: Региональная характеристика мира. — М. : Дрофа, 2009. — 480 с. — ISBN 978-5-358-06280-1.
- (рос.) Физико-географический атлас мира. — М. : Академия наук СССР и главное управление геодезии и картографии ГГК СССР, 1964. — 298 с.
- (рос.) Шаповал Н. С. Транспортная география и транспортные системы мира : учебное пособие. — К. : Центр учбової літератури, 2006. — 188 с. — ISBN 000-0000-00-4.
- (рос.) Экономическая, социальная и политическая география мира. Регионы и страны / под ред. С. Б. Лаврова, Н. В. Каледина. — М. : Гардарики, 2002. — 928 с. — ISBN 5-8297-0039-5.
- (рос.) Энциклопедия стран мира / глав. ред. Н. А. Симония. — М. : НПО «Экономика» РАН, отделение общественных наук, 2004. — 1319 с. — ISBN 5-282-02318-0.